# Sojuz 12
Sojuz 12 byl zkušební let nové rekonstruované lodě Sojuz, která měla poskytnout větší bezpečnost posádky po tragédii Sojuzu 11. Kapacita kapsle byla snížena ze tří kosmonautů na dva, aby umožnila posádce mít na sobě skafandry při startech, návratech a potenciálně nebezpečných manévrech jako například spojování lodí. Kosmonauti Vasilij Lazarev a Oleg Makarov měli zhodnotit nově upravenou konstrukci lodi, která se ukázala jako úspěšná a způsobilá.

## Posádka
- Vasilij Lazarev (1), velitel lodě
- Oleg Makarov (1), palubní inženýr

(v závorkách je uveden dosavadní počet letů do vesmíru včetně této mise)

### Záložní posádka
- Alexej Gubarev
- Georgij Grečko

## Průběh letu
Kosmická loď Sojuz 12 odstartovala z Bajkonuru 27. září 1973 po poledni. Byla 46 kosmickou lodí s posédkou vyslanou z naší planety. Oba kosmonauti se na orbitální dráze věnovali prověřování palubních systémů a řízení. Používali volací znak Ural. Mimo to provedli řadu spektrografických měření zemské atmosféry a zkoušeli přístroje připravované pro sovětsko-americký let Apollo-Sojuz. Dosáhli během pátého oběhu tehdy nejvyšší dráhu sovětských lodí: 326 až 345km nad Zemí. Přistáli s kabinou na padácích po 47 hodinách asi 400 km jihozápadně od města Karagandy v Kazachstánu. Absolvovali 32 obletů Země. Celá mise byla hodnocena jako úspěšná..